# 稲葉雍通
稲葉 雍通（いなば てるみち）は、豊後国臼杵藩の第11代藩主。

## 略歴
兄の稲葉侯通が早世したため嫡子となり、寛政12年（1800年）9月10日、父の隠居により家督を継いだ。教育に力を注いで、武術稽古堂や学問所を創設した。さらに藩財政再建のために倹約令を出したが、1812年12月に百姓一揆が起こり、勘定方を罷免させて百姓の要望を聞き入れるしかなかった。文政3年（1820年）5月6日、長男・尊通に家督を譲って隠居したが、実権はなおも掌握した。また、翌年に尊通が早世したため、3男・幾通に家督を継がせて、雍通はその後見人としてなおも藩政を主導した。
天保年間に入ると、藩の借金が26万両にもふくれあがったため、天保2年（1831年）11月から村瀬通吉を登用して、倹約や殖産興業政策などの藩財政改革を行なって、成功を収めた。天保14年（1843年）に幾通も自身に先立って早世したため、孫の観通を擁立して、死ぬまで藩政を取り仕切っている。弘化4年（1847年）9月18日、江戸藩邸にて72歳で死去した。

## 系譜
父母
- 稲葉弘通（父）
- 津田氏 ー 側室（母）

正室
- 澄 ー 有馬頼貴の娘

子女
- 稲葉尊通（長男）生母は澄（正室）
- 稲葉幾通（次男）
- 稲葉通臧（三男）
- 稲葉通孚（四男）
- 松平康爵正室
- 松平輝茂正室